# No grites, tonta
|  |

El aguafuerte No grites, tonta es un grabado de la serie Los caprichos del pintor español Francisco de Goya. Está numerado con el número 74 en la serie de 80 estampas. Se publicó en 1799.

## Interpretaciones de la estampa
Existen varios manuscritos contemporáneos que explican las láminas de los Caprichos. El que se encuentra en el Museo del Prado se tiene como autógrafo de Goya, pero parece más bien despistar y buscar un significado moralizante que encubra significados más arriesgados para el autor. Otros dos, el que perteneció a Ayala y el que se encuentra en la Biblioteca Nacional, realzan la parte más escabrosa de las láminas.
- Explicación de esta estampa del manuscrito del Museo del Prado: ¡Pobre Paquilla, que yendo a buscar al lacayo se encuentra con el duende, pero no hay que temer: se conoce que Martinico está de buen humor y no le hará mal.[2]

- Manuscrito de Ayala: Las feas y devotas se entregan a los frailes o primer espantajo que se meta por la ventana.[2]

- Manuscrito de la Biblioteca Nacional: A las mujeres feas de distinción, se las entran los frailes por las ventanas a pares: ellas hacen como que se asustan; pero no tienen otra cosa y les reciben con los brazos abiertos.[2]